# Mychajlo Koval
Mychajlo Volodymyrovytj Koval (ukrainska: Миха́йло Володи́мирович  Ко́валь, född 26 februari 1956, Iziaslav) är en ukrainsk militär och politiker. Han har graden generalöverste och under perioden 25 mars - 3 juli 2014 var han tillförordnad försvarsminister i Ukraina. Han efterträddes av Valerij Heletej.